# Tatort: Väterchen Frost
Väterchen Frost ist ein Fernsehfilm aus der Krimireihe Tatort. Der vom WDR produzierte Beitrag ist die 1113. Tatort-Episode und wurde am 22. Dezember 2019 im Ersten ausgestrahlt. Das Ermittlerduo Thiel und Boerne ermittelt in seinem 36. Fall.

## Handlung
Kurz vor Weihnachten warten Hauptkommissar Frank Thiel und Professor Karl-Friedrich Boerne bei Gericht nach dem Schluss-Plädoyer von Staatsanwältin Wilhelmine Klemm auf das Urteil in einem Mordprozess – der Fall scheint für sie abgeschlossen zu sein, die Indizienlage war eindeutig. Doch aufgrund einer Erkältungswelle muss die Verhandlung abgebrochen und vertagt werden. So freuen sich Thiel und Boerne eigentlich auf ein paar ruhige Weihnachtsfeiertage, doch da meldet sich ein anonymer Anrufer mit der Nachricht, Kommissarin Nadeshda Krusenstern in seiner Gewalt zu haben. Der Kidnapper fordert den Kommissar auf, den aktuellen Fall neu aufzurollen. Er beschuldigt Thiel und Boerne, ihre Arbeit nicht richtig gemacht zu haben, denn der vor Gericht stehende Russe Kirill Gromow, der seinen Freund umgebracht haben soll, sei unschuldig. Boerne ist aber nach wie vor davon überzeugt, dass es Gromows Hände waren, mit denen das Opfer erwürgt wurde. Zu deutlich waren die Abdrücke der Daumen des Täters am Hals des Opfers nachzuweisen. Doch nachdem sich Boerne Gromows Hände noch einmal genauer ansieht, bemerkt er, dass dessen Daumen vor wenigen Monaten gebrochen waren. Mit diesen schmerzhaften Daumen konnte er unmöglich seinen Freund erwürgt haben. Somit muss jemand Gromows drogenbedingte Bewusstlosigkeit zum Tatzeitpunkt ausgenutzt, dessen Hände mit Gewalt um den Hals des Opfers gelegt und zugedrückt haben. Das setzt allerdings einen recht kräftigen Täter voraus.
Thiel und Boerne müssen nun nach einem neuen Tatmotiv suchen, um den wahren Mörder zu finden. So befragen sie noch einmal Sabrina Bux, die Schwester des Opfers. Sie arbeitet als Goldschmiedin in einem Juweliergeschäft und hatte kurz vor dem Tod ihres Bruders eine SMS bekommen, dass er angeblich von Kirill Gromow bedroht würde. Thiel geht davon aus, dass diese SMS vom Täter abgeschickt wurde, um den Verdacht auf Gromow zu lenken. Nachdem es Boerne gelingt, im Körper des Opfers ein ganz besonderes Narkotikum nachzuweisen, was dafür spricht, dass auch Gromow zur Tatzeit damit außer Gefecht gesetzt wurde, ereilt die Ermittler die Nachricht vom Tod von Sabrina Bux. Sie wurde erhängt in der Wohnung ihres Bruders gefunden, aber ein Abschiedsbrief liegt augenscheinlich nicht vor. Thiel zweifelt einen Selbstmord an und bemerkt nun, dass Bux ihn am Vorabend anrufen wollte, er das Gespräch aber nicht angenommen hatte.
Unterdessen entwickelt Nadeshda zu ihrem Entführer eine gewisse Verbundenheit, schließlich stammt auch er aus ihrer russischen Heimat und so ergeben sich durchaus vertraute Gespräche miteinander. Dabei stellt sich heraus, dass der als Weihnachtsmann verkleidete Entführer Gromows Vater ist und seine Motive also durchaus ehrenhaft sind.
Die Ermittlungen ergeben, dass der ermordete Alexander Bux regelmäßig Studienreisen in der ganzen Welt unternahm. In letzter Zeit war er allerdings fast ausschließlich in Ländern unterwegs, die für den illegalen Handel mit Rohdiamanten bekannt sind. Thiel und Boerne vermuten, dass Bux als Kurier unterwegs war und so Diamanten für das Juweliergeschäft geschmuggelt hatte, in welchem seine Schwester gearbeitet hat. Vermutlich hatte er zum Schluss auf eigene Faust gearbeitet und die Diamanten allein an den „Mann“ gebracht. Das dürfte seinem eigentlichen Auftraggeber nicht gefallen haben und deshalb hatte er Bux ausgeschaltet. Die Betreiberin des Juweliergeschäfts bestätigt diese Theorie, als die Ermittler sie mit ihren Vermutungen konfrontieren. Thiel und Boerne erfahren nun, dass sie sich auf einen Jörn Weig konzentrieren müssen, der die Fäden des Diamantenschmuggels in der Hand hält und somit auch die Morde begangen hat. Die Suche nach Weig führt die Ermittler gleichzeitig zu ihrer entführten Kollegin, denn nachdem Weig bemerkt hatte, dass die Polizei plötzlich in dem alten Mordfall neu ermittelt, wollte er herausfinden warum und war so auf die Entführung gestoßen, die seinen taktischen Plan zu durchkreuzen drohte. Thiel und Boerne müssen sich nun beeilen, damit sie Nadeshda und ihren Entführer vor Weig finden. In einem Showdown überrumpeln die Ermittler Weig und befreien Nadeshda. Weig wird festgenommen und Gromows Vater kommt mit einem „blauen Auge“ davon, weil Nadeshda aussagt, freiwillig mit Artjom mitgekommen zu sein.

## Hintergrund
Der Film wurde vom 13. November 2018 bis zum 13. Dezember 2018 in Köln, Münster und Umgebung gedreht, darunter die Burg Bubenheim in Nörvenich und das Mühlenhof-Freilichtmuseum in Münster, wobei der Eindruck erweckt wurde, beide Bauwerke befänden sich am selben Ort.
Die Rolle des Jörn Weig wurde von David Bennent gespielt, der 1979 als Oskar Matzerath in dem Film Die Blechtrommel große Bekanntheit erlangte.
Bei dem Musikstück, das Boerne zum Missfallen seines Nachbarn Thiel immer wieder in großer Lautstärke auf seinem Grammophon abspielt, handelt es sich um das Lied Schwarze Augen, gesungen von dem Opernsänger Fjodor Iwanowitsch Schaljapin. Gegen Ende des Films deklamiert der der russischen Sprache offenbar nicht mächtige Boerne Textfragmente des Liedes, um Krusensterns Entführer die Anwesenheit eines zur Hilfe kommenden Russen vorzugaukeln. Dies überrascht insofern, als in anderen Episoden der Reihe der Eindruck erweckt wurde, dass der Universalgelehrte Boerne neben vielen anderen Fremdsprachen auch Russisch spricht.

## Rezeption

### Einschaltquote
Die Erstausstrahlung von Väterchen Frost am 22. Dezember 2019 wurde in Deutschland von 12,66 Millionen Zuschauern gesehen und erreichte einen Marktanteil von 36,2 % für Das Erste.

### Kritiken
Christian Buß von Spiegel Online befand: „Die Geschichte [bekommt] so abstruse Züge, dass man glaubt, die Schauspieler und die Filmemacher (Buch: Jan Hinter und Stephan Cantz, Regie: Torsten C. Fischer) hätten sich vor dem Dreh allesamt auf dem Weihnachtsmarkt weggeschossen: […] Ein Absturz-‚Tatort‘. Ein ‚Tatort‘-Absturz.“
Bei der Süddeutschen Zeitung urteilte Holger Gertz: „Dass Spannung im sogenannten Krimi in Münster kaum nachweisbar ist, ist nun nichts Neues, und wenn etwas anderes die Lücke füllt, kann man sich's ja trotzdem manchmal ganz gut ansehen: kreativer Irrsinn, Sprachwitz. All das ist in der Folge "Väterchen Frost" von Torsten C. Fischer […] aber leider auch nur in Spurenelementen vorhanden. Weil dieses Abenteuer hier die sogenannte Weihnachtsfolge ist, ächzt das Stück unter einer doppelten Last.“
Tilmann P. Gangloff wertete bei tittelbach.tv: „‚Väterchen Frost‘ […] wirkt wie ein Weihnachtsfilm mit kleinen ‚Fehlern‘: weil Regisseur Torsten C. Fischer und Kameramann Carl-Friedrich Koschnick dank raffinierter Kameraperspektiven immer wieder für subtile Sabotageakte gesorgt haben. Die Bildgestaltung ist ohnehin vorzüglich; kurze Alptraumsequenzen wirken wie kleine Reminiszenzen an billige Horrorfilme, das Finale ist im Stil expressionistischer Stummfilme gestaltet. Trotzdem wird der Krimi dem komödiantischen Ruf des ‚Tatort‘ aus Münster gerecht; die Dialoge zwischen den beiden Hauptfiguren haben zwar mitunter kalauerndes Comedy-Niveau, sind aber gewohnt witzig.“
Die Augsburger Allgemeine schrieb: „Hat sich der Tatort aus Münster abgenutzt? Auch in ‚Väterchen Frost‘ kalauern sich Boerne und Thiel durch Münster – und polarisieren damit mehr denn je.“ Auch die Pressestimmen sind gespalten. „Während die einen jedem Auftritt des extrovertierten Duos begeistert zujubeln, ist für die anderen einfach zu viel Klamauk im Krimi.“
Kino.de stellte fest, dass dieser Weihnachtstatort „mehr auf Spannung als auf Klamauk“ setzt. „Das funktioniert bestens, denn die clever konstruierte Story vermeidet es geschickt, in die Klischeefalle eines Weihnachts-Specials zu versinken. Thiel und Boerne müssen eben nicht missmutig unterm Weihnachtsbaum hocken, sondern dürfen richtige Polizeiarbeit verrichten. Die ist von Regisseur Torsten C. Fischer spannend in Szene gesetzt und lädt eher zum Mitfiebern denn zum Mitlachen ein.“